# Ravine Sèche (cours d'eau)
Pour les articles homonymes, voir Ravine Sèche.
La ravine Sèche est un fleuve de l'île de La Réunion, département d'outre-mer français dans le sud-ouest de l'océan Indien. Elle prend sa source dans les Hauts du territoire communal de La Plaine-des-Palmistes à proximité du col de Bébour. Elle passe ensuite à Saint-Benoît en filant vers le Nord-Est pour finalement se jeter à la mer au bout d'une petite pointe entre le centre-ville et le quartier de Sainte-Anne.

## Géographie
La ravine Sèche prend sa source à environ 1 400 mètres d'altitude sur le territoire communal de la Plaine-des-Palmistes à proximité du col de Bébour. Elle s'écoule vers le Sud-Est avant de changer de direction après avoir contourné le pic de Sables pour prendre un cours orienté majoritairement vers le nord-est jusqu'à son embouchure.
La ravine Sèche passe au nord de la ville de la Plaine-des-Palmistes en longeant le rempart de l'îlet Patience et le massif du Morne de l'Étang où elle est alimentée par de nombreux affluents. Elle y alimente le bassin Cadet. À son arrivée sur le territoire communal de Saint-Benoit, elle est rejointe peu après Pont Payet par le Grand Bras Piton en provenance lui aussi de La Plaine-des-Palmistes. Elle continue par la suite son cours à travers les champs de cannes à sucre et se divise en deux bras à hauteur de la nationale 2 pour se jeter dans l'océan Indien à la pointe de la Ravine Sèche près du quartier de Beaufond. Elle parcourt au total environ 24,2 km depuis sa source.

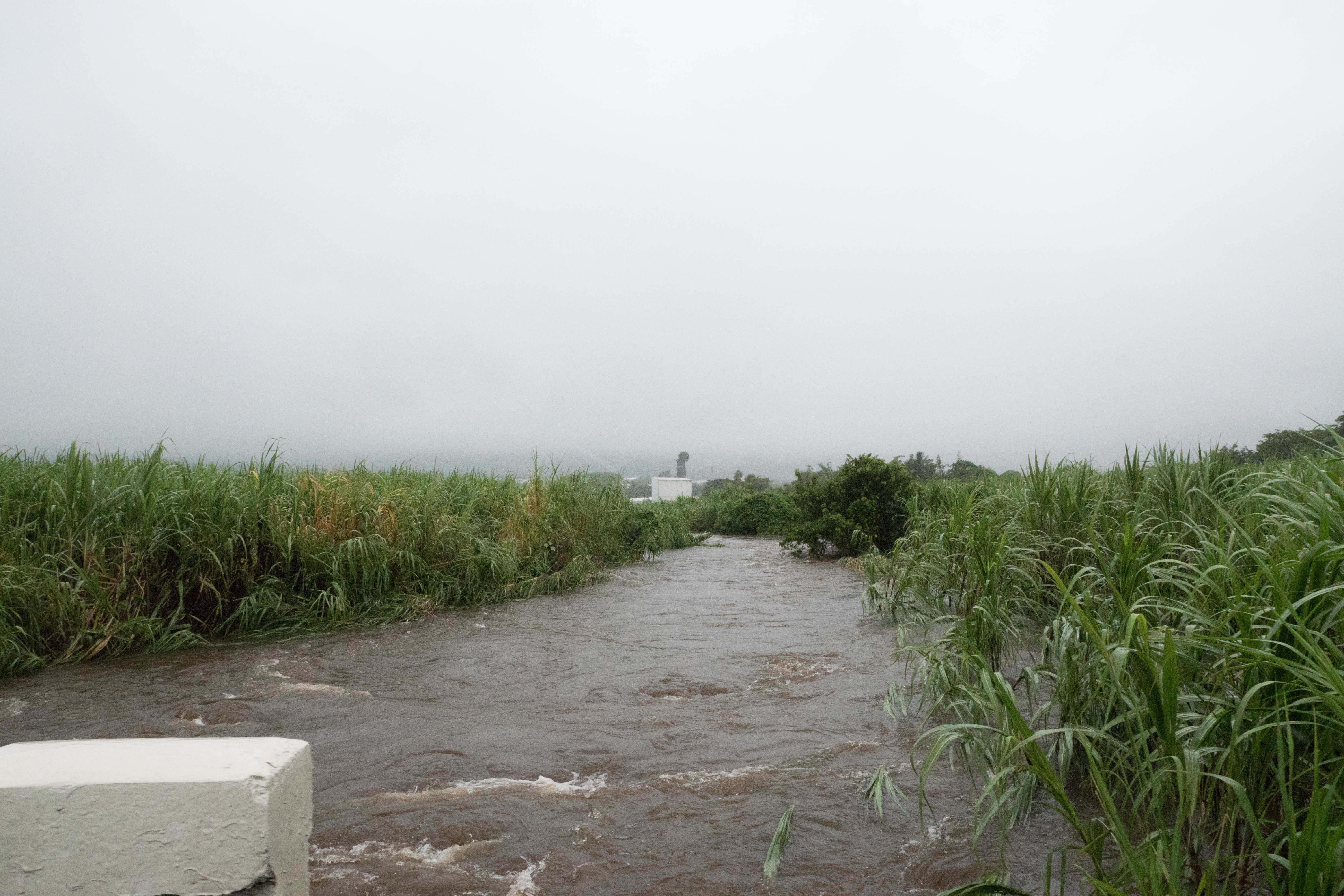
Bras secondaire de la ravine Sèche lors du passage de la tempête Haliba au niveau du canal de Beaufond.

## Hydrographie
La ravine Sèche est un cours d'eau intermittent à sec dans sa partie basse. Son lit encaissé est jalonné de nombreuses crevasses et retenues naturelles, la ravine sèche nécessite de ce fait un volume important d'eau pour pouvoir atteindre l'océan. Elle ne coule qu'en période de fortes pluies. Elle a un bassin versant d'une superficie d'environ 79 km² s'étalant sur une partie du plateau de la plaine des Cafres, sur les pentes du piton Textor, du plateau de l'îlet Patience et du massif des Mornes de l'Étang.
La ravine Sèche, dans sa partie haute, est alimentée en continu par l'eau de la ravine Biberon qui prend sa source sur le plateau de l'îlet Patience et qui rejoint la plaine des Palmistes en contrebas sous la forme d'une cascade, la cascade Biberon. L'eau se perd par la suite dans les nombreux gouffres situés à hauteur du massif des Mornes de l'Étang.

## Influence humaine
La ravine Sèche est franchie 9 fois par des routes : 2 fois au niveau du col de Bébour par la route forestière de Bébour-Bélouve, 3 fois au niveau de la plaine des Palmistes et 4 fois sur la commune de Saint-Benoit (2 ponts à Pont Payet, 1 pont au chemin de ceinture et un pont au niveau de la route nationale 2).

## Dans la littérature
Le fleuve est évoqué dans le texte littéraire de Théodore Pavie paru dans la Revue des deux Mondes le 1er avril 1845 sous le titre « Une Chasse aux nègres-marrons ». Le guide qui accompagne le narrateur au cours d'une excursion près de la source de la rivière des Marsouins lui raconte à cette occasion avoir participé dans sa jeunesse à une expédition contre un camp d'esclaves marrons installé près du Grand Étang, et d'où « ils s'abattaient par la ravine Sèche sur les habitations de Saint-Benoît et de Sainte-Rose ». L'un des deux détachements envoyés pour les surprendre remonta ladite ravine tandis que l'autre, duquel relevait le futur guide, suivit un autre chemin bien plus au sud.